# Kankan (prefectuur)
Kankan is een prefectuur in de regio Kankan van Guinee. De hoofdstad is Kankan, die tevens de hoofdstad van de regio Kankan is. De prefectuur heeft een oppervlakte van 17.420 km² en heeft 473.359 inwoners.
De prefectuur ligt in het oosten van het land en grenst aan Ivoorkust.

## Subprefecturen
De prefectuur is administratief verdeeld in 13 sub-prefecturen:

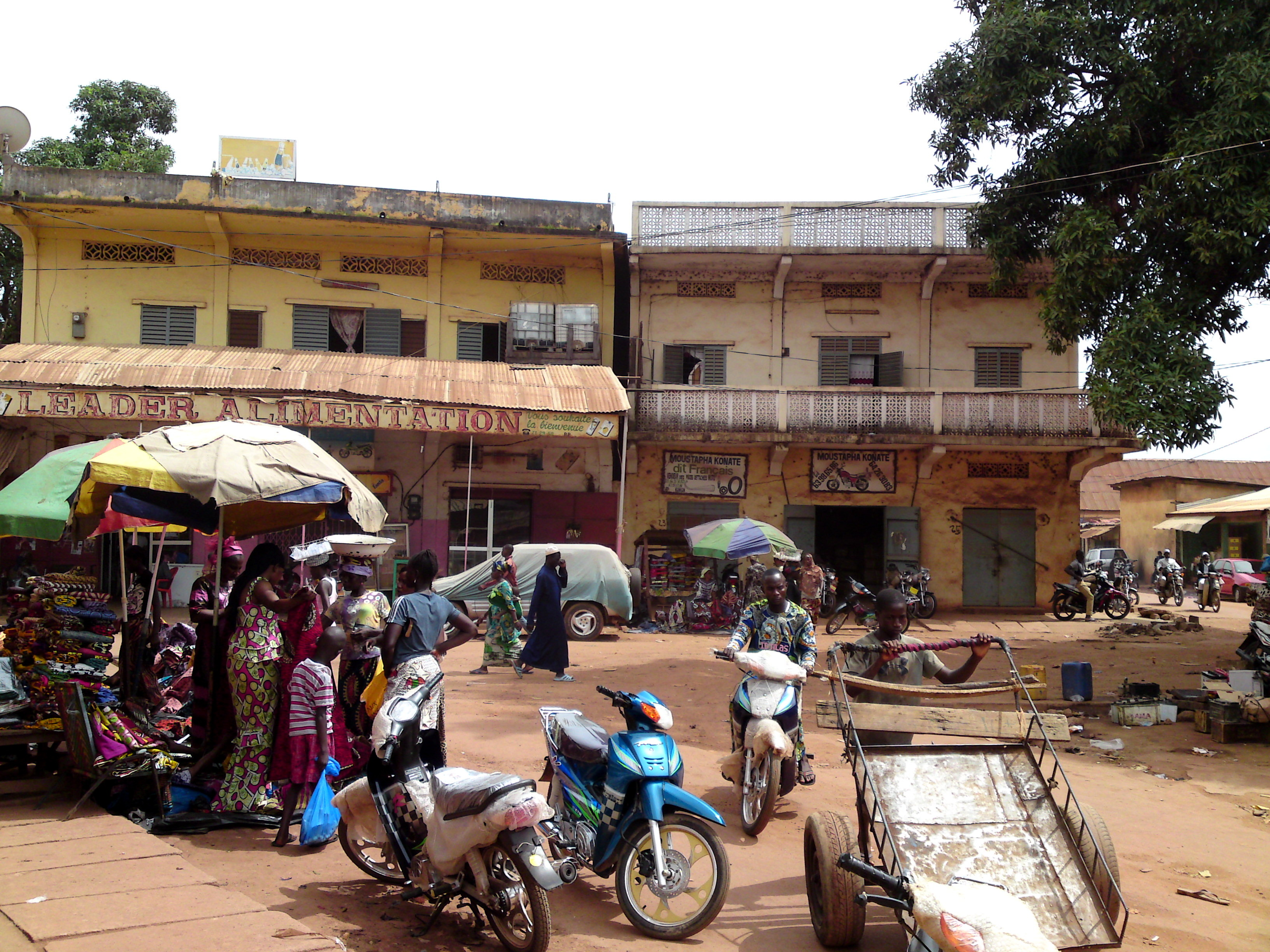
Straatbeeld in Kankan

1. Kankan-Centre
2. Balandougou
3. Bate-Nafadji
4. Boula
5. Gbérédou-Baranama
6. Kanfamoriyah
7. Koumban
8. Mamouroudou
9. Missamana
10. Moribayah
11. Sabadou-Baranama
12. Tinti-Oulen
13. Tokounou